# انجیل مرقس

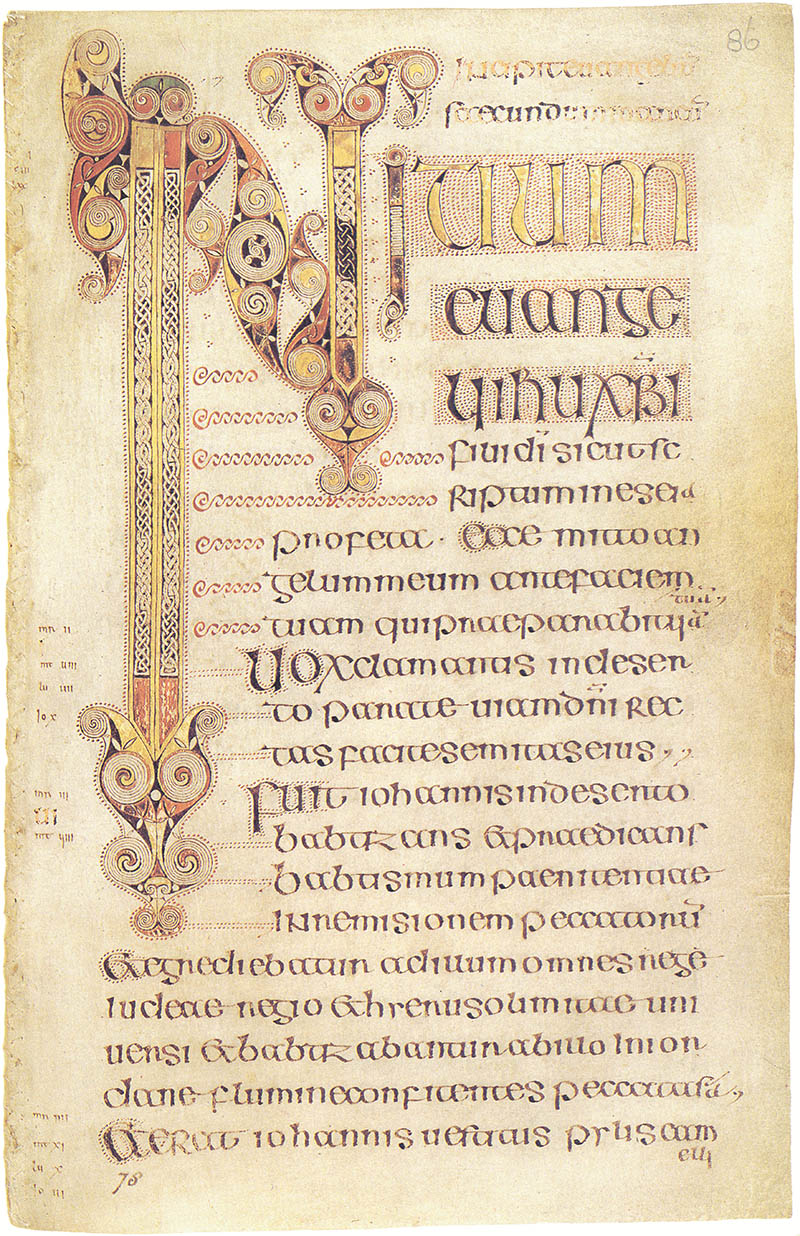
انجیل مرقس

انجیل مَرقُس از نظر حجم کوتاه‌ترین انجیل است. این از آن سبب است که تعالیم مسیح را کمتر از سایر انجیل‌ها نقل می‌کند. توجه مرقس بیشتر به کارها و معجزات عیسی است؛ او با توصیف اینها ثابت می‌کند که عیسی پسر خداست (۱:۱؛ ۱۴:۶۱؛ ۱۵:۳۹). با این‌حال، تمام مطالب این انجیل به‌جز یک مورد، در انجیل مَتّی یا لوقا یافت می‌شود. امّا در تمام این موارد، شرح واقعه در انجیل مَرقُس مفصّلتر و شامل جزئیات بیشتر است. از این‌رو، بسیاری از صاحب‌نظران بر این باورند که متی و لوقا به‌هنگام نگارش اثر خود، انجیل مَرقُس را در نظر داشته‌اند.
شواهد موجود در این انجیل حاکی از آن است که مَرقُس انجیل خود را برای مسیحیان غیریهودی نگاشته‌است؛ برای مثال، او آداب و رسوم یهودیان را توضیح می‌دهد و نیز پس از به‌کار بردن کلمات آرامی، آنها را به یونانی ترجمه می‌کند.
مَرقُس با استفاده از واژه‌هایی نظیر «بی‌درنگ» یا «دَر دَم» به معنای در همان لحظه ، تحرک و پویایی خاصی در سبک نگارش خود به‌وجود آورده‌است. ماجراهای تولّد و کودکی عیسی در این انجیل نیامده‌است، و وقایع با ظهور یحیای تعمیددهنده آغاز می‌شود.

## تقسیم‌بندی کلّی
1. آماده شدن عیسی برای رسالت خود (۱:۱–۱۳)
2. خدمات عیسی در جلیل (۱:۱۴ تا ۶:۲۹)
3. کنارهگیری عیسی از جلیل (۶:۳۰ تا ۹:۳۲)
4. آخرین خدمات عیسی در جلیل (۹:۳۳–۵۰)
5. خدمات عیسی در یهودیه و نواحی شرق رود اردن (فصل ۱۰)
6. هفته آخر زندگی زمینی عیسی و رنجهای او (فصلهای ۱۱ تا ۱۵)
7. رستاخیز عیسی مسیح (فصل ۱۶)